# Březí nad Oslavou
Březí nad Oslavou (německy Birkicht) je obec v okrese Žďár nad Sázavou v Kraji Vysočina. Žije zde 280 obyvatel.

## Historie
Obec se poprvé připomíná roku 1447, kdy ji koupil s meziříčským panstvím Jan starší z Lomnice od Jiřího z Kravař a Strážnice. Ves zřejmě založili dědicové po Přibyslavovi z Křižanova asi na přelomu 13. a 14. století, původně se jmenovala Malín. Později se pak dostala k panství meziříčském. Od roku 1562 je Březí zařazeno do statku Nové Veselí jako dědictví Aleny z Meziříčí.
28. června 1709 odkoupil žďárský klášter panství Nové Veselí se vším příslušenstvím, to je se zámkem a městečkem Novým Veselím, s rytířským sídlem a městečkem Ostrovem, vesnicemi Matějovem, Budčí, Březím, Újezdem a s farou a oběma kostely v Novém Veselí a Ostrově, za to vše zaplatil klášter 55 tisíc zlatých.
V seznamu mistrů cechu řeznického od roku 1622 do konce 18. století je u roku 1712 uveden Šimon Chalupa, syn Josefův, rychtáře z Březí.
Platy a dávky v roce 1750 činily na peněžní činži u obce Březí nižší položku než např. v Budči či Matějově. Roboty podle dominikánského katastru v roce 1750 vůči žďárskému klášteru uvádí počet robotníků v případě sedláků 8, u čtvrtláníků 5, dnů v týdnu více než 2 u sedláků, u čtvrtláníků jeden a jedna třetina dne. To vše v případě jak s koňmi, tak i s voly. V Tereziánském katastru z roku 1750 jsou uvedeny u obce Březí 3 lány a 64-tin bylo 33.
Počet obyvatel a domů v roce 1784 byl 128 mužů, 119 žen a 32 domů.
Největším školským obvodem v 17. a 18. století byl kromě žďárského i novoveselský, kam patřily obce Březí, Budeč, Kotlasy, Matějov, Újezd a Vatín. V roce 1682 byla budova školy v žalostném stavu a navštěvovalo ji jen 6 až 7 žáků.
V červnu 1837 našlo několik osadníků z Březí v lese poklad, který čítal na 900 kusů mincí. Převážně se jednalo o brakteáty z druhé poloviny 13. století. V roce 1896 byla velmi špatná úroda, uváděla se jako nejhorší za posledních 121 let, tedy od roku 1771.
V únoru 1921 bylo provedeno sčítání obyvatel, v obci žilo 324 obyvatel. Všichni byli národnosti české, s výjimkou jednoho reformovaného evangelíka se hlásili k římsko-katolickému náboženství.
V roce 1942 byla zbourána stará kaple pro zchátralost, zvonek byl přemístěn do nové kaple. Odstraněním staré budovy vznikl prostor pro zvětšení školní zahrady.
Od roku 1961 se obec nazývá Březí nad Oslavou, do té doby nesla název Březí. V roce 1962 byl dán do užívání nový kulturní dům. V roce 1964 proběhly přípravné práce na stavbu vodovodu a kanalizace. Vodovod byl připojen o rok později, v roce 1965.

## Obyvatelstvo
| Rok            | 1869 | 1880 | 1890 | 1900 | 1910 | 1921 | 1930 | 1950 | 1961 | 1970 | 1980 | 1991 | 2001 | 2011 | 2021 |
| -------------- | ---- | ---- | ---- | ---- | ---- | ---- | ---- | ---- | ---- | ---- | ---- | ---- | ---- | ---- | ---- |
| Počet obyvatel | 276  | 354  | 324  | 360  | 316  | 324  | 311  | 253  | 233  | 244  | 249  | 221  | 208  | 244  | 298  |
| Počet domů     | 53   | 54   | 55   | 52   | 57   | 57   | 59   | 67   | 58   | 62   | 58   | 68   | 74   | 89   | 95   |

## Obecní správa a politika

### Politika
V letech 2006–2010 působil jako starosta Pavel Hladík, od roku 2010–2018 tuto funkci vykonával Roman Šikl a od roku 2018 na postu starosty úřaduje Radek Vencálek.

### Obecní symboly
Znak a vlajka byly obci uděleny rozhodnutím předsedy Poslanecké sněmovny Parlamentu České republiky dne 19. ledna 2007.

## Zázemí pro obyvatele
V obci jsou umístěna dvě dětská hřiště pro nejmenší, multifunkční sportovní hřiště s umělým povrchem, hospoda a kulturní dům. V obci funguje bezobslužná prodejna. 

## Dobrovolná činnost

### Vznik sboru dobrovolných hasičů a výstavba hasičské zbrojnice
Z historie hasičského sboru v Březí nad Oslavou lze uvést, že byl založen v roce 1893, kdy bylo v obci 55 domů převážně se šindelovou střechou. Podnětem pro založení sboru byly časté požáry, kterými obec trpěla. Však do roku 1898 zasahoval u 7 požárů. Prvním předsedou byl František Košťál, rolník, prvním náčelníkem Jan Fišer, nadučitel, jednatelem Florián Brož, podučitel.
V roce 1923 byla postavena hasičská zbrojnice na horním konci obce v místech, kde stál kamenný kříž, který byl posunut o něco výše. Budova byla dostavěna 22. července, kdy proběhla oslava 30 let trvání hasičského sboru.

### Činnost jednotky sboru dobrovolných hasičů v rámci obce
V současné době[kdy?] sbor tvoří 46 členů z toho 27 mužů a 19 žen.
Členové JSDH, za podpory obecního úřadu, zajišťují kulturní dění v obci. Organizují např. dětský karneval, masopustní průvod, pálení čarodějnic, dětský den, pouťové zábavy, lampionový průvod a poměrně krátkou tradici rozsvěcení vánočního stromku s vánočním jarmarkem.

## Pamětihodnosti
- V obci se nachází dva pamětní pomníky k obětem obou světových válek. Oba tyto pomníky byly v roce 2005 rekonstruovány.
- Boží muka u silnice do Kotlas

## Galerie

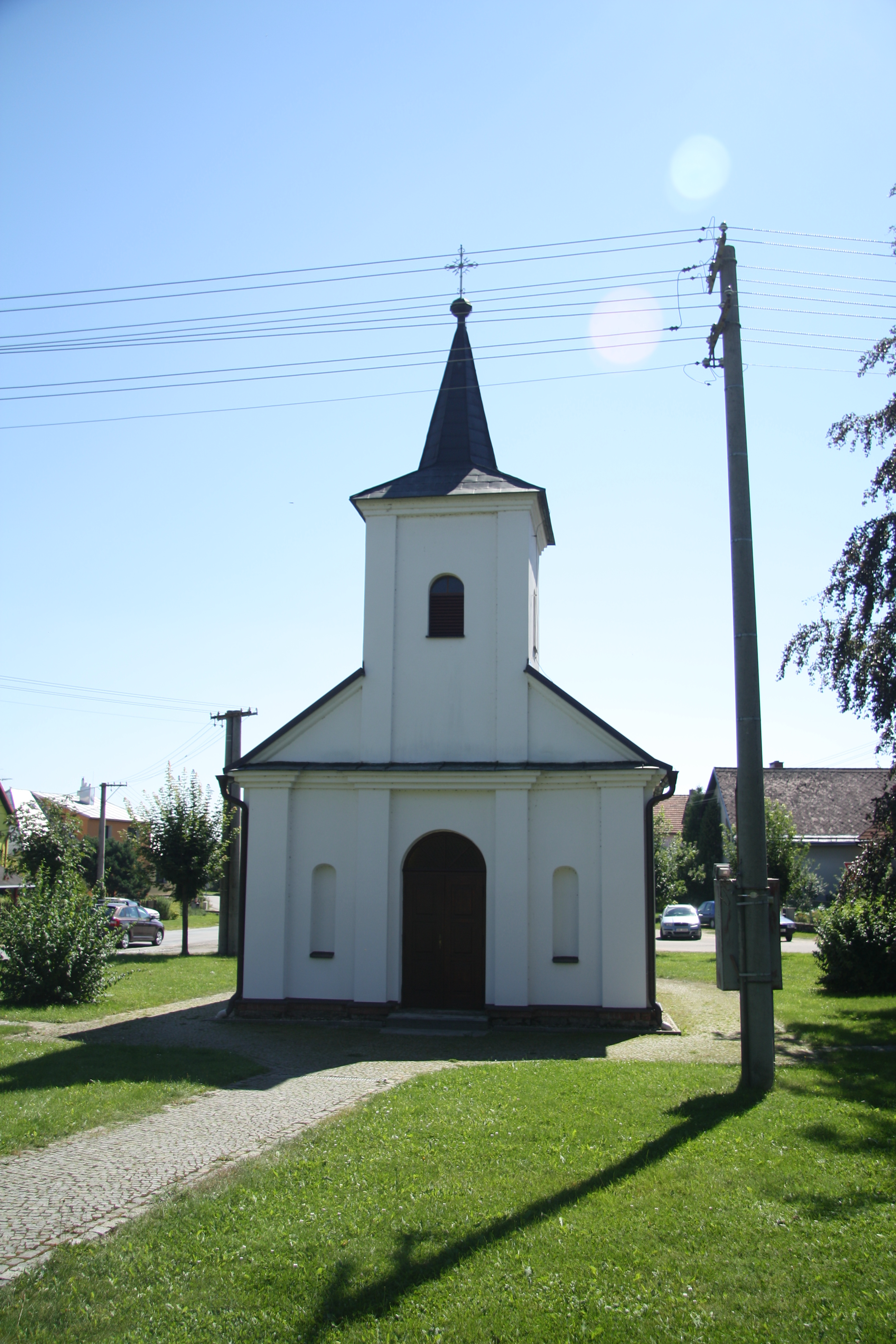
Kaple Panny Marie Bolestné
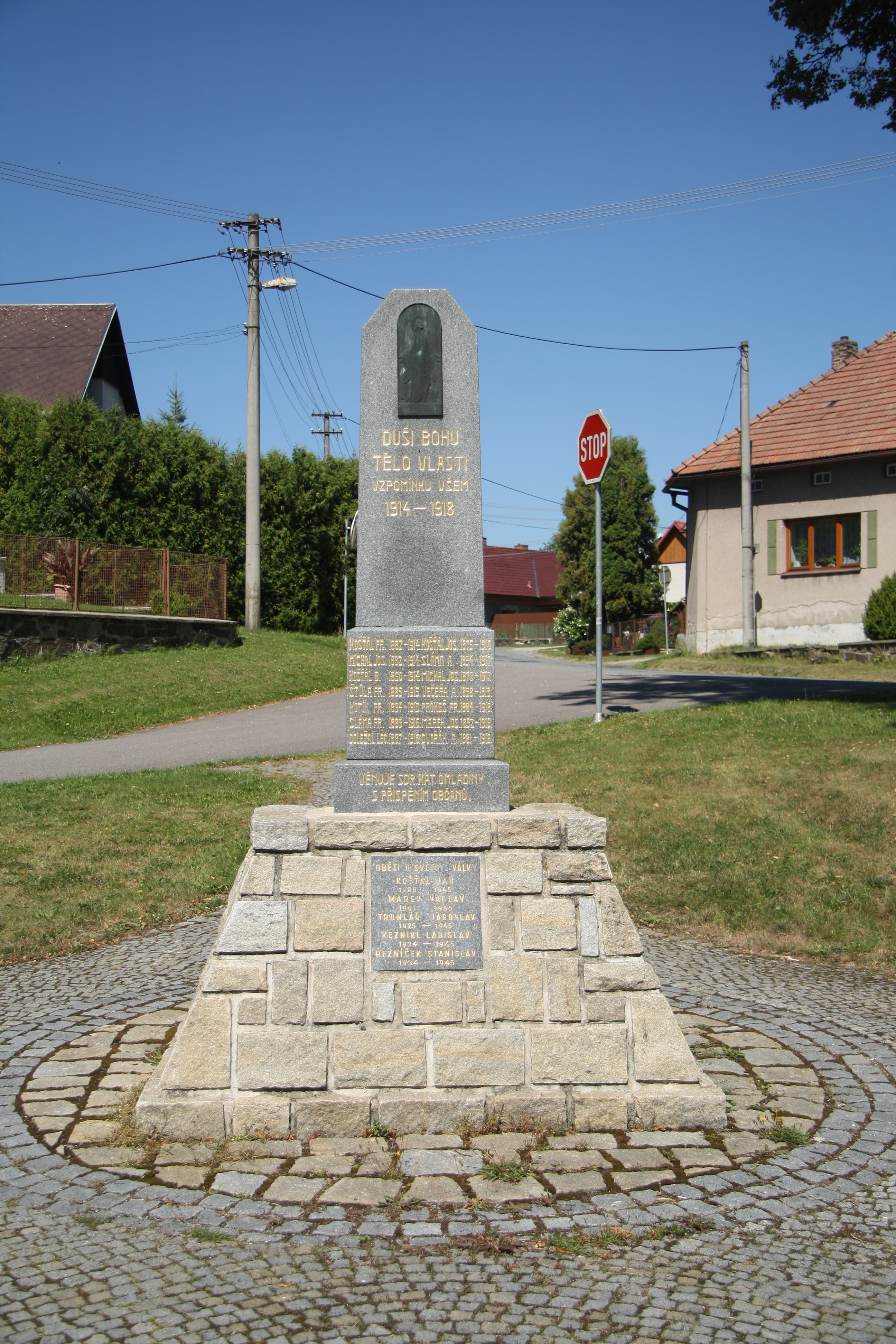
Památník obětem 1. sv. války
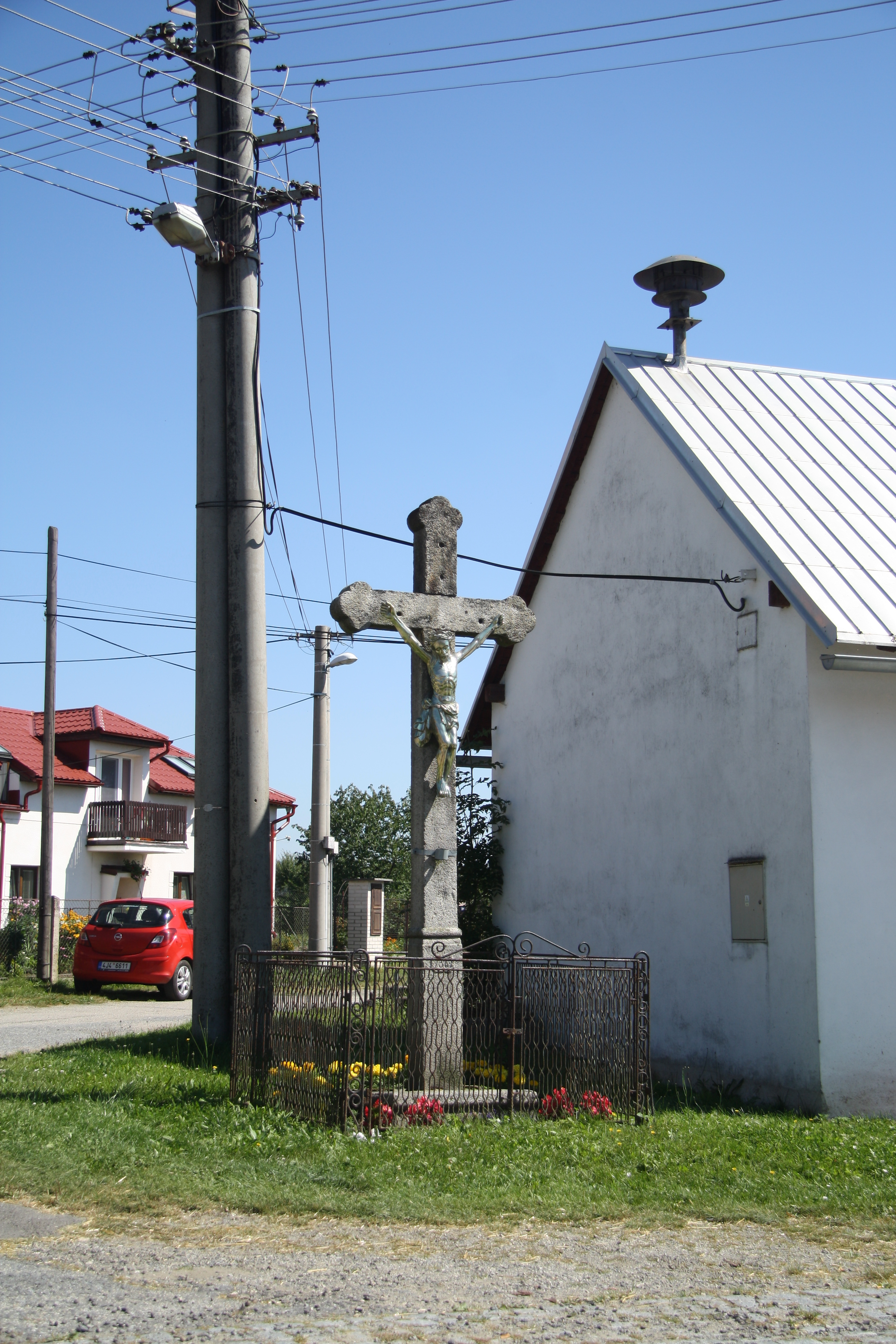
Kříž
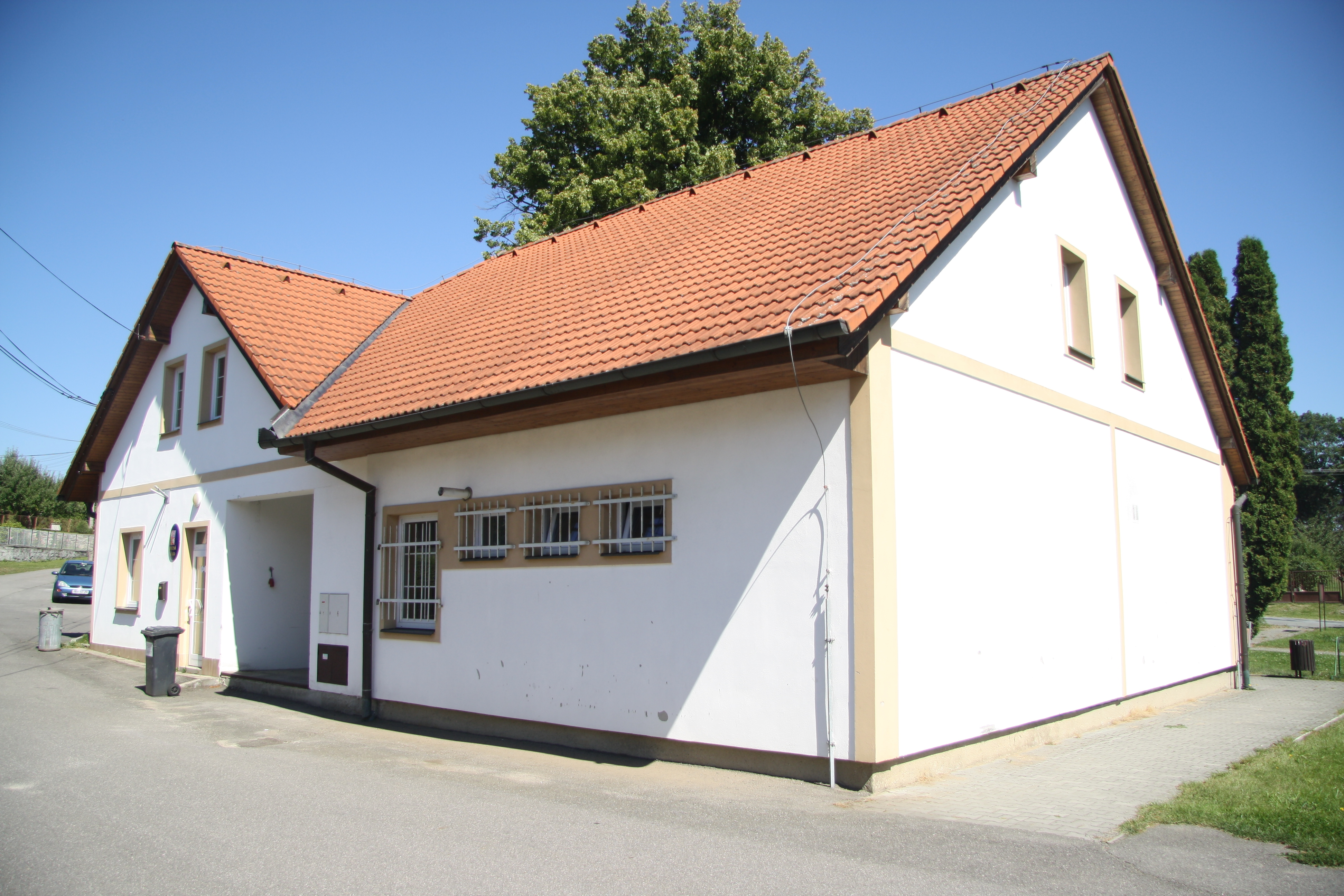
Obecní úřad
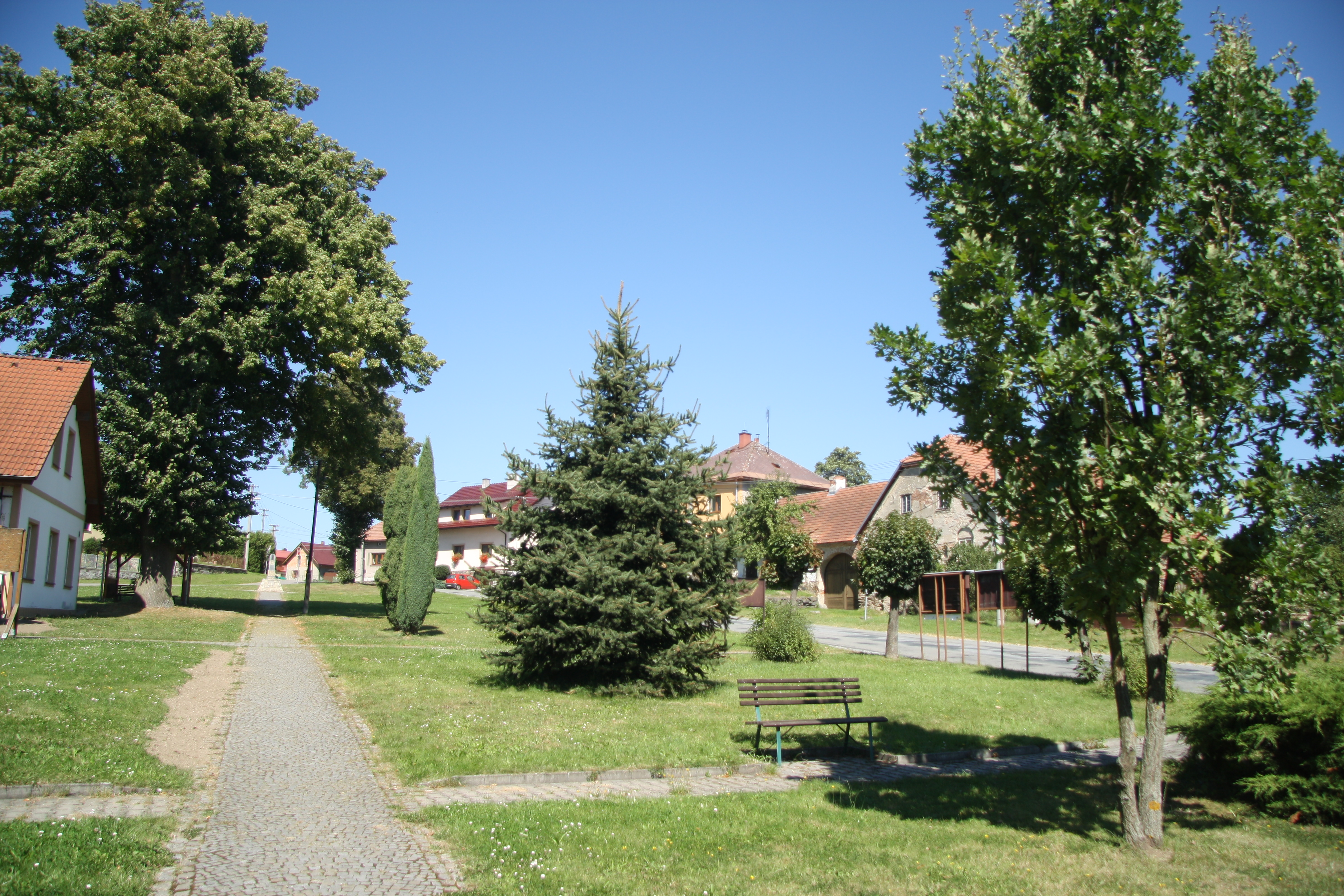
Park na náměstí
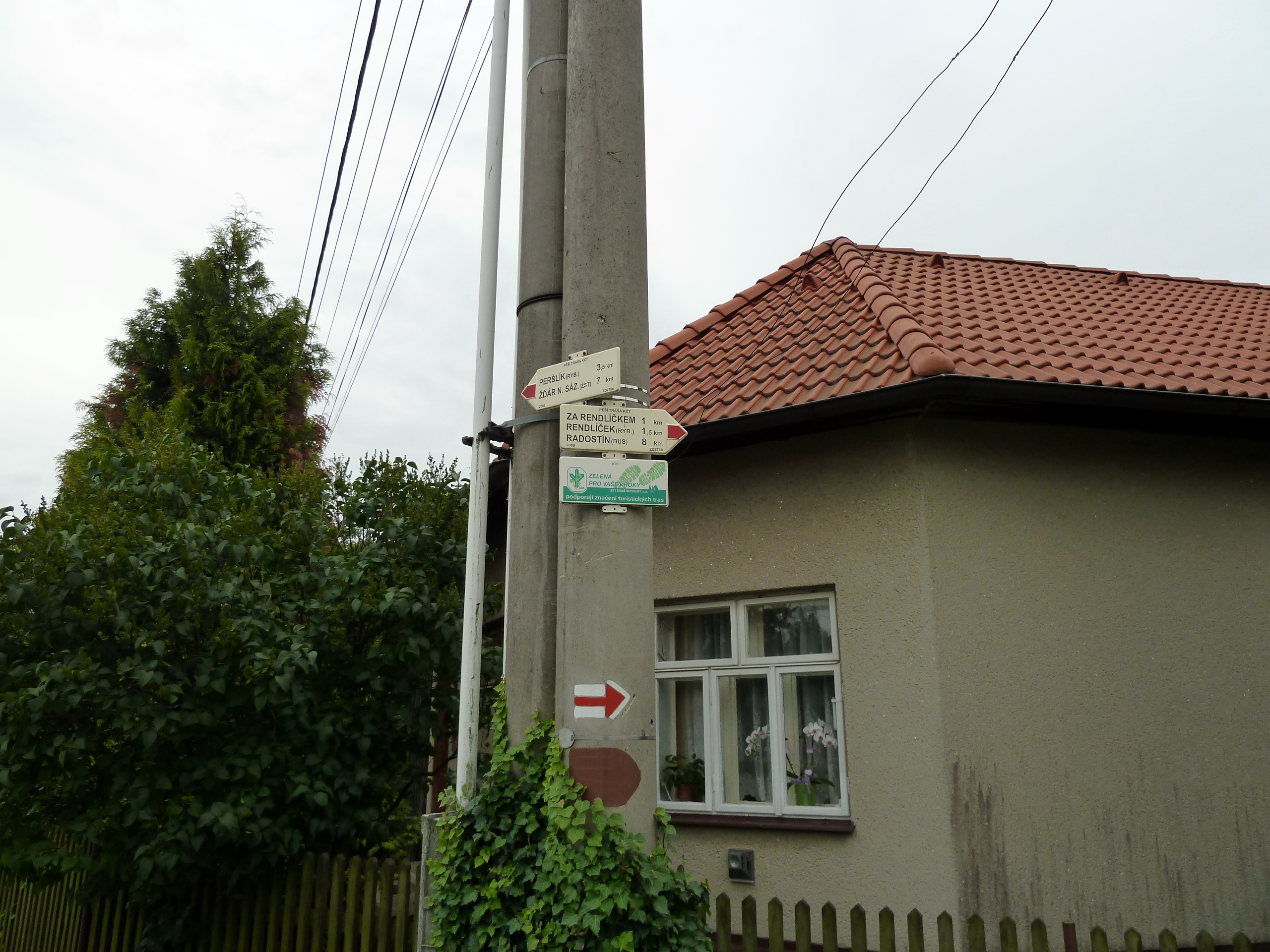
Rozcestník